# Nati nel 1966/Gennaio
| Questa pagina contiene informazioni ricavate automaticamente dalle voci biografiche con l'ausilio del template Bio e di un bot. L'aggiornamento è periodico e automatico e ricostruisce completamente la pagina. Se manca una persona in questa lista, sei pregato di non aggiungerla, ma accertati piuttosto che la sua voce biografica contenga il template Bio e che i dati anagrafici siano correttamente compilati. Se il template Bio manca, inseriscilo tu stesso o, in alternativa, metti l'avviso {{tmp\|Bio}} che ne segnala la mancanza. Se i dati riportati sono sbagliati, correggi direttamente la voce biografica; le modifiche saranno visibili in questa lista entro pochi giorni. Per chiarimenti vedi il progetto biografie. La lista contiene solo le 308 persone che sono citate nell'enciclopedia e per le quali è stato implementato correttamente il template Bio. Pagina aggiornata al 18 lug 2025. |

- 1º gennaio - Abdullah Abu Humoud, ex giocatore di calcio a 5 saudita
- 1º gennaio - Jeff Alu, astronomo statunitense
- 1º gennaio - Valerij Asapov, generale russo († 2017)
- 1º gennaio - Jon Callard, rugbista a 15, allenatore di rugby a 15 e dirigente sportivo britannico
- 1º gennaio - Sebastiano Cubeddu, politico italiano
- 1º gennaio - Peter Czernin, produttore cinematografico britannico
- 1º gennaio - Ivica Dačić, politico serbo
- 1º gennaio - Jacqueline Durran, costumista britannica
- 1º gennaio - Nikolaj Guljaev, ex pattinatore di velocità su ghiaccio sovietico
- 1º gennaio - Alexandra La Capria, sceneggiatrice e attrice italiana
- 1º gennaio - Maris Lauri, politica e economista estone
- 1º gennaio - John Maeda, designer, insegnante e batterista statunitense
- 1º gennaio - Mika Nieminen, ex hockeista su ghiaccio finlandese
- 1º gennaio - Tihomir Orešković, politico e dirigente d'azienda croato
- 1º gennaio - Vladimir Plahotniuc, politico, dirigente d'azienda e filantropo moldavo
- 1º gennaio - Matthew Smith, autore di videogiochi britannico
- 2 gennaio - Artur Akoev, ex sollevatore sovietico
- 2 gennaio - Siobhan Finneran, attrice britannica
- 2 gennaio - Kate Hodge, attrice e produttrice cinematografica statunitense
- 2 gennaio - Massimo Pellegrini, allenatore di calcio e ex calciatore italiano
- 2 gennaio - Irving Thomas, ex cestista statunitense
- 2 gennaio - Vincenzo Vivarini, allenatore di calcio e ex calciatore italiano
- 2 gennaio - Aydın Ələkbərov, ex calciatore azero
- 3 gennaio - Saleh Al-Saleh, ex calciatore saudita
- 3 gennaio - Marcelino Blanco, ex calciatore paraguaiano
- 3 gennaio - Alessio Brogi, ex calciatore italiano
- 3 gennaio - Christophe Castaner, politico francese
- 3 gennaio - Martin Galway, compositore nordirlandese
- 3 gennaio - Mauro Mantovani, presbitero e filosofo italiano
- 3 gennaio - Emanuela Navarretta, giurista italiana
- 3 gennaio - Alessandro Toti, allenatore di calcio e ex calciatore italiano
- 3 gennaio - Nicoletta Tozzi, ex mezzofondista italiana
- 3 gennaio - Emanuela Trixie Zitkowsky, scenografa italiana
- 4 gennaio - Marianne Aspelin, giocatrice di curling norvegese
- 4 gennaio - Graham Bell, ex sciatore alpino britannico
- 4 gennaio - Deana Carter, cantautrice statunitense
- 4 gennaio - Attila Horváth, ex pallamanista ungherese
- 4 gennaio - Yergali Kalikov, ex giocatore di calcio a 5 kazako
- 4 gennaio - Tigran Keosajan, attore e regista sovietico
- 4 gennaio - Christian Kern, politico e dirigente d'azienda austriaco
- 4 gennaio - Ladislav Maier, ex calciatore ceco
- 4 gennaio - La Parka II, wrestler messicano († 2020)
- 5 gennaio - Adolfo Aldana, ex calciatore spagnolo
- 5 gennaio - Yuri Amano, doppiatrice giapponese
- 5 gennaio - Héctor Baldassi, ex arbitro di calcio argentino
- 5 gennaio - Matthias Blazek, giornalista e storico tedesco
- 5 gennaio - Deborah Carthy-Deu, modella portoricana
- 5 gennaio - Nicolangelo D'Acunto, storico italiano
- 5 gennaio - Tananarive Due, scrittrice statunitense
- 5 gennaio - Ray Podloski, hockeista su ghiaccio canadese († 2018)
- 5 gennaio - Michelle Royer, modella statunitense
- 5 gennaio - Kate Schellenbach, batterista statunitense
- 5 gennaio - Renaldo Turnbull, ex giocatore di football americano statunitense
- 6 gennaio - Fernando Carrillo, attore televisivo e cantante venezuelano
- 6 gennaio - Sharon Cuneta, cantante e attrice filippina
- 6 gennaio - Vincenzo Del Vecchio, calciatore italiano († 2006)
- 6 gennaio - Hart Lee Dykes, ex giocatore di football americano statunitense
- 6 gennaio - Jesse Dylan, regista, produttore cinematografico e imprenditore statunitense
- 6 gennaio - Jeff Lageman, ex giocatore di football americano statunitense
- 6 gennaio - Attilio Lombardo, allenatore di calcio e ex calciatore italiano
- 6 gennaio - Andrea Mazzaferro, allenatore di calcio e ex calciatore italiano
- 6 gennaio - Anthony Mikovsky, arcivescovo vetero-cattolico statunitense
- 6 gennaio - Emanuela Munerato, politica italiana
- 6 gennaio - Álvaro Teherán, cestista colombiano († 2020)
- 6 gennaio - Carlos Weber, allenatore di pallavolo e ex pallavolista argentino
- 6 gennaio - Donnell Woolford, ex giocatore di football americano statunitense
- 7 gennaio - Ergin Ataman, allenatore di pallacanestro turco
- 7 gennaio - Carolyn Bessette, pubblicitaria, direttrice artistica e modella statunitense († 1999)
- 7 gennaio - Elena Bečke, ex pattinatrice artistica su ghiaccio sovietica
- 7 gennaio - Jeff Duncan, politico statunitense
- 7 gennaio - Alberto Filippi, politico italiano
- 7 gennaio - Paco Salillas, ex calciatore spagnolo
- 7 gennaio - Jonathan Jackson, politico statunitense
- 7 gennaio - Jorge Mendes, procuratore sportivo portoghese
- 7 gennaio - Iris Plotzitzka, pesista tedesca († 2024)
- 7 gennaio - Matthieu Rougé, vescovo cattolico francese
- 7 gennaio - Corrie Sanders, pugile sudafricano († 2012)
- 7 gennaio - Heiko Scholz, allenatore di calcio e ex calciatore tedesco orientale
- 7 gennaio - Markus Schupp, dirigente sportivo, allenatore di calcio e ex calciatore tedesco
- 7 gennaio - Ayman Taher, ex calciatore egiziano
- 8 gennaio - Rod Barnes, ex cestista e allenatore di pallacanestro statunitense
- 8 gennaio - Trude Dybendahl, fondista norvegese († 2024)
- 8 gennaio - Ariadne Hernández, atleta paralimpica messicana
- 8 gennaio - Romana Jordan Cizelj, politica e fisica slovena
- 8 gennaio - Roger Ljung, procuratore sportivo e ex calciatore svedese
- 8 gennaio - Maria Pitillo, attrice statunitense
- 8 gennaio - Igor Primc, ex discobolo sloveno
- 8 gennaio - Petko Valov, vescovo cattolico bulgaro
- 8 gennaio - Emanuel Viveiros, ex hockeista su ghiaccio canadese
- 8 gennaio - Andrew Wood, cantante e bassista statunitense († 1990)
- 8 gennaio - Samir Zulič, ex calciatore sloveno
- 8 gennaio - Ol'ga Šunejkina, ex cestista e allenatrice di pallacanestro russa
- 9 gennaio - Giuseppe Colombo, ex calciatore italiano
- 9 gennaio - Cinzia Fiorato, giornalista e conduttrice televisiva italiana
- 9 gennaio - Felicia Gaudiano, politica italiana
- 9 gennaio - Jan Johansen, cantante svedese
- 9 gennaio - Pedro Massacessi, ex calciatore argentino
- 9 gennaio - Tatsuru Mukōjima, ex calciatore giapponese
- 9 gennaio - Mirosław Piotrowski, politico polacco
- 9 gennaio - František Repka, ex combinatista nordico cecoslovacco
- 9 gennaio - Aladino Valoti, dirigente sportivo e ex calciatore italiano
- 10 gennaio - Taavi Aas, politico estone
- 10 gennaio - Ahmed Adam, ex maratoneta sudanese
- 10 gennaio - Maria Angélica Gonçalves da Silva, ex cestista brasiliana
- 10 gennaio - Lucien Castaing-Taylor, antropologo britannico
- 10 gennaio - Harouna Gabde, allenatore di calcio nigerino
- 10 gennaio - Kennedy McKinney, ex pugile statunitense
- 10 gennaio - Davide Pellegrini, allenatore di calcio e ex calciatore italiano
- 10 gennaio - Jeremy Sims, attore e regista australiano
- 11 gennaio - Kelley Law, ex giocatrice di curling canadese
- 11 gennaio - Andrea Costantini, regista, sceneggiatore e produttore cinematografico italiano
- 11 gennaio - Pascaline Freiher, ex sciatrice alpina francese
- 11 gennaio - Mary Hansen, cantante, chitarrista e batterista australiana († 2002)
- 11 gennaio - Junie Lewis, ex cestista statunitense
- 11 gennaio - Davide Livermore, attore e regista teatrale italiano
- 11 gennaio - Tamer Oyguç, ex cestista turco
- 11 gennaio - Christian Pouget, allenatore di hockey su ghiaccio e ex hockeista su ghiaccio francese
- 12 gennaio - Casey Cagle, politico statunitense
- 12 gennaio - Linda Ferrando, ex tennista italiana
- 12 gennaio - Dalia Gaberscik, imprenditrice italiana
- 12 gennaio - Olivier Martinez, attore francese
- 12 gennaio - Norberto Martínez, ex calciatore peruviano
- 12 gennaio - Marco Nocivelli, imprenditore e dirigente d'azienda italiano
- 12 gennaio - Roberto Rambaudi, allenatore di calcio e ex calciatore italiano
- 12 gennaio - Sergej Nikolaevič Revin, cosmonauta russo
- 12 gennaio - Silvia Testoni, cantante italiana
- 13 gennaio - Patrick Dempsey, attore statunitense
- 13 gennaio - Gerardo Esquivel, ex calciatore messicano
- 13 gennaio - Gerardo Greco, giornalista, conduttore televisivo e autore televisivo italiano
- 13 gennaio - Zdenko Jedvaj, ex calciatore croato
- 13 gennaio - Michael Koch, ex cestista e allenatore di pallacanestro tedesco
- 13 gennaio - David Lau, rabbino israeliano
- 13 gennaio - Marco Osio, allenatore di calcio e ex calciatore italiano
- 13 gennaio - Antonino Praticò, allenatore di calcio e ex calciatore italiano
- 13 gennaio - Simon Shelton, attore britannico († 2018)
- 13 gennaio - Leo Visser, ex pattinatore di velocità su ghiaccio olandese
- 14 gennaio - Paul Elstak, disc jockey e produttore discografico olandese
- 14 gennaio - Roberta Ferrari, conduttrice televisiva, giornalista e autrice televisiva italiana
- 14 gennaio - Marco Hietala, bassista e cantante finlandese
- 14 gennaio - Miguel Porras, ex giocatore di calcio a 5 costaricano
- 14 gennaio - Jeff Sanders, ex cestista statunitense
- 14 gennaio - Dan Schneider, produttore televisivo, sceneggiatore e attore statunitense
- 14 gennaio - Rene Simpson, tennista canadese († 2013)
- 15 gennaio - Krenar Alimehmeti, allenatore di calcio, dirigente sportivo e ex calciatore albanese
- 15 gennaio - Rommel Fernández, calciatore panamense († 1993)
- 15 gennaio - Egor Končalovksij, regista russo
- 15 gennaio - Ali Mehmedi, ex calciatore albanese
- 15 gennaio - Giles Milton, scrittore e giornalista britannico
- 15 gennaio - Betsy Mitchell, ex nuotatrice statunitense
- 15 gennaio - Stig Norheim, ex calciatore norvegese
- 15 gennaio - Mohamed Takala, politico libico
- 15 gennaio - Christine Zangerl, ex sciatrice alpina austriaca
- 16 gennaio - Sonia Bergamasco, attrice e regista italiana
- 16 gennaio - Enrique Báez, ex calciatore uruguaiano
- 16 gennaio - Gianmario Consonni, ex calciatore italiano
- 16 gennaio - Elisabeth Kellner, ex sciatrice alpina austriaca
- 16 gennaio - Jeff Olson, ex sciatore alpino statunitense
- 16 gennaio - Carlos Sousa, pilota di rally portoghese
- 16 gennaio - Dana Spiotta, scrittrice statunitense
- 16 gennaio - Anthony Washington, ex discobolo statunitense
- 17 gennaio - Karim Aïnouz, regista e sceneggiatore brasiliano
- 17 gennaio - Jean-Pierre Delaunay, ex calciatore francese
- 17 gennaio - Ljubčo Georgievski, politico macedone
- 17 gennaio - Gary Goodridge, kickboxer e artista marziale misto trinidadiano
- 17 gennaio - Nobuyuki Kojima, ex calciatore giapponese
- 17 gennaio - Irena Lednická, ex cestista cecoslovacca
- 17 gennaio - Joshua Malina, attore statunitense
- 17 gennaio - Ahmed Masbahi, ex calciatore marocchino
- 17 gennaio - Stephin Merritt, cantautore e musicista statunitense
- 17 gennaio - Shabba Ranks, musicista e cantante giamaicano
- 17 gennaio - Sergio Rastrelli, politico italiano
- 17 gennaio - Amy Sherman-Palladino, sceneggiatrice, regista e produttrice televisiva statunitense
- 17 gennaio - Federico Williams, ex rugbista a 15 argentino
- 17 gennaio - António Zeferino, ex maratoneta capoverdiano
- 18 gennaio - Salvatore Adelfio, mafioso italiano
- 18 gennaio - Eva Antalecová, ex cestista cecoslovacca
- 18 gennaio - Aleksandr Valer'evič Chalifman, scacchista russo
- 18 gennaio - Mark Cooksey, compositore inglese
- 18 gennaio - José Antonio Kast, politico cileno
- 18 gennaio - Egil Kristiansen, ex fondista norvegese
- 18 gennaio - Luca Landonio, ex calciatore italiano
- 18 gennaio - Fabián Mazzei, attore argentino
- 19 gennaio - Paul Atkinson, ex calciatore inglese
- 19 gennaio - Pieter-Jan Belder, clavicembalista, pianista e flautista olandese
- 19 gennaio - Massimo Cappelli, regista cinematografico italiano
- 19 gennaio - Eyðfinn Davidsen, ex calciatore faroese
- 19 gennaio - Guy Delisle, fumettista e animatore canadese
- 19 gennaio - Stefan Edberg, ex tennista svedese
- 19 gennaio - George Graham, ex rugbista a 13, ex rugbista a 15 e allenatore di rugby britannico
- 19 gennaio - Tito Horford, ex cestista dominicano
- 19 gennaio - Lena Philipsson, cantante svedese
- 19 gennaio - Joško Popović, ex calciatore croato
- 19 gennaio - Aaron Slight, pilota motociclistico neozelandese
- 19 gennaio - Juan Soler, attore argentino
- 19 gennaio - Michael Streiter, allenatore di calcio e ex calciatore austriaco
- 19 gennaio - Andy Toolson, ex cestista statunitense
- 20 gennaio - James Genus, bassista e contrabbassista statunitense
- 20 gennaio - Miriam Grignani, sciatrice nautica italiana
- 20 gennaio - Tracii Guns, chitarrista statunitense
- 20 gennaio - Jon Hare, autore di videogiochi britannico
- 20 gennaio - Fabiana López, ex schermitrice messicana
- 20 gennaio - Chris Morris, ex cestista statunitense
- 20 gennaio - Vincenzo Rodia, allenatore di calcio e ex calciatore italiano
- 20 gennaio - Peter Tschentscher, politico tedesco
- 20 gennaio - Rainn Wilson, attore statunitense
- 21 gennaio - Ennio Arlandi, scacchista italiano
- 21 gennaio - Mourad Gharbi, ex calciatore tunisino
- 21 gennaio - Wendy James, cantautrice britannica
- 21 gennaio - Virginia La Mura, politica italiana
- 21 gennaio - Katrine Michelsen, attrice e modella danese († 2009)
- 21 gennaio - Roberto Riccardi, generale e scrittore italiano
- 21 gennaio - Omar de Jesús Mejía Giraldo, arcivescovo cattolico colombiano
- 22 gennaio - Rick Crawford, politico statunitense
- 22 gennaio - Luis Manuel Cuña Ramos, presbitero spagnolo
- 22 gennaio - Mariano D'Angelo, attore e scrittore italiano
- 22 gennaio - Ivano De Matteo, attore, regista e sceneggiatore italiano
- 22 gennaio - Paolo Di Lorenzo, giornalista e conduttore televisivo italiano
- 22 gennaio - Carolyn Peck, ex cestista e allenatrice di pallacanestro statunitense
- 22 gennaio - Thomas Rådström, ex pilota di rally svedese
- 22 gennaio - Paolo Schianchi, architetto e designer italiano
- 22 gennaio - Paolo Tancredi, politico italiano
- 22 gennaio - Jurij Vernydub, allenatore di calcio e ex calciatore ucraino
- 22 gennaio - Oleksandr Tkačenko, giornalista, dirigente d'azienda e politico ucraino
- 23 gennaio - Hans Eskilsson, ex calciatore e allenatore di calcio svedese
- 23 gennaio - Scott Fortune, ex pallavolista e ex giocatore di beach volley statunitense
- 23 gennaio - Maria Guida, ex maratoneta e mezzofondista italiana
- 23 gennaio - Damien Hardman, surfista australiano
- 23 gennaio - Jamie Hoyland, ex calciatore inglese
- 23 gennaio - Sergio Lancini, ex calciatore italiano
- 23 gennaio - Lee McRae, ex velocista statunitense
- 23 gennaio - Osamu Miyazaki, pilota motociclistico giapponese
- 23 gennaio - Claude Perron, attrice francese
- 23 gennaio - Cesare Pianasso, politico italiano
- 23 gennaio - Pietro Reggiani, regista e produttore cinematografico italiano
- 23 gennaio - Luigi Renna, arcivescovo cattolico italiano
- 23 gennaio - Oleg Sakirkin, triplista kazako († 2015)
- 23 gennaio - Vitalij Savin, ex velocista kazako
- 23 gennaio - Noel Thatcher, ex atleta paralimpico britannico
- 23 gennaio - Haywoode Workman, ex cestista e arbitro di pallacanestro statunitense
- 24 gennaio - Sergio Busato, allenatore di pallavolo italiano
- 24 gennaio - Fennis Dembo, ex cestista statunitense
- 24 gennaio - Shaun Donovan, politico statunitense
- 24 gennaio - Julie Dreyfus, attrice francese
- 24 gennaio - Michael Forgeron, ex canottiere canadese
- 24 gennaio - Masami Ōbari, regista giapponese
- 24 gennaio - Evelyn Regner, politica austriaca
- 24 gennaio - Luigi Rosa, doppiatore, dialoghista e direttore del doppiaggio italiano
- 24 gennaio - Kenny Thorne, ex tennista statunitense
- 24 gennaio - Karin Viard, attrice francese
- 25 gennaio - Laurent Bel, ex schermidore francese
- 25 gennaio - Chet Culver, politico statunitense
- 25 gennaio - Gao Hongbo, allenatore di calcio e ex calciatore cinese
- 25 gennaio - Giannos Iōannou, ex calciatore cipriota
- 25 gennaio - Eric Jozsef, giornalista francese
- 25 gennaio - Vitalij Mel'nik, ex slittinista sovietico
- 25 gennaio - Kristina Mundt, ex canottiera tedesca
- 25 gennaio - Bruce Murray, ex calciatore e ex giocatore di calcio a 5 statunitense
- 25 gennaio - Ricky Nattiel, ex giocatore di football americano statunitense
- 25 gennaio - Sandro Resegotti, ex schermidore italiano
- 25 gennaio - Mark Schlereth, ex giocatore di football americano statunitense
- 25 gennaio - Arnaldo Trevisan, poliziotto italiano († 1988)
- 25 gennaio - Samvel Yervinyan, violinista e compositore armeno
- 26 gennaio - Pál Fischer, ex calciatore ungherese
- 26 gennaio - Andrew McDermott, cantante britannico († 2011)
- 26 gennaio - Thierry Pauk, ex calciatore francese
- 26 gennaio - Franco Porzio, ex pallanuotista italiano
- 26 gennaio - Sonexay Siphandone, politico laotiano
- 26 gennaio - Wayne Tinkle, allenatore di pallacanestro e ex cestista statunitense
- 26 gennaio - Jan Villwock, ex cestista tedesco
- 27 gennaio - Michael De Angelis, ex hockeista su ghiaccio canadese
- 27 gennaio - Nicoletta Merighetti, ex sciatrice alpina italiana
- 27 gennaio - Rosalia Porcaro, attrice, comica e cabarettista italiana
- 27 gennaio - Ken Sugimori, disegnatore giapponese
- 27 gennaio - Tamlyn Tomita, attrice statunitense
- 28 gennaio - Julian Argüelles, musicista e sassofonista britannico
- 28 gennaio - Andrea Berg, cantante tedesca
- 28 gennaio - Dīmītrīs Dīmakopoulos, ex cestista greco
- 28 gennaio - Seiji Mizushima, regista giapponese
- 28 gennaio - Jari Räsänen, ex fondista finlandese
- 28 gennaio - Wojciech Stawowy, allenatore di calcio e dirigente sportivo polacco
- 29 gennaio - Diana Battaggia, politica italiana
- 29 gennaio - Johan Carlsson, ex tennista svedese
- 29 gennaio - Maxim Dlugy, scacchista statunitense
- 29 gennaio - Keith Dublin, ex calciatore inglese
- 29 gennaio - Şenol Fidan, allenatore di calcio e ex calciatore turco
- 29 gennaio - Franz Neuländtner, ex saltatore con gli sci austriaco
- 29 gennaio - Stefano Pecorelli, chitarrista e arrangiatore italiano
- 29 gennaio - Romário, politico, dirigente sportivo e calciatore brasiliano
- 29 gennaio - Millicent Shelton, regista statunitense
- 29 gennaio - Mark Stein, ex calciatore inglese
- 30 gennaio - Danielle Goyette, ex hockeista su ghiaccio canadese
- 30 gennaio - Ndouty Ndoye, ex cestista senegalese
- 30 gennaio - Deborah Ochs, ex arciera statunitense
- 30 gennaio - Andrej Skoč, politico e imprenditore russo
- 30 gennaio - Kimitoshi Yamane, character designer giapponese
- 31 gennaio - Abraham Afewerki, cantante eritreo († 2006)
- 31 gennaio - Dmitrij Alekseev, ex slittinista sovietico
- 31 gennaio - Anne Berge, ex sciatrice alpina norvegese
- 31 gennaio - Mohd Hashim Mustapha, allenatore di calcio e calciatore malese († 2022)
- 31 gennaio - Luiz Antônio da Costa, allenatore di calcio e ex calciatore brasiliano
- 31 gennaio - Shigemitsu Egawa, ex calciatore e ex giocatore di calcio a 5 giapponese
- 31 gennaio - Dexter Fletcher, attore britannico
- 31 gennaio - Rocco Girlanda, politico, dirigente d'azienda e giornalista italiano
- 31 gennaio - Giant González, wrestler e cestista argentino († 2010)
- 31 gennaio - Rolf Järmann, ex ciclista su strada svizzero
- 31 gennaio - JJ Lehto, ex pilota automobilistico finlandese
- 31 gennaio - Todd Strange, bassista statunitense
- 31 gennaio - Pia Tuccitto, cantautrice italiana